# Johann Christian Brandes
Pour les articles homonymes, voir Brandes.
Johann Christian Brandes, nommé en français Jean-Christian Brandes (Stettin, 15 novembre 1735 - Berlin, 10 novembre 1799), est un auteur dramatique et comédien allemand.

## Biographie
Acteur dès ses 18 ans, il joue au théâtre de Munich et de Hambourg (1785-1786) devenant le directeur du théâtre de Hambourg en 1786. Il quitte la scène en 1788 pour s'occuper d'écriture.
Sa femme Esther Charlotte Brandes (1746-1788) a été une célèbre actrice.

## Œuvres
Brandes publie à Berlin en 1799 une auto-biographie romancée : Meine Lebensgeschichte, qui est traduite en français par Philippe Lebas et publiée à Paris en 1823 sous le titre Mémoires de Brandes, auteur et comédien allemand.
Il a écrit des comédies :
- Der Schein betrügt (1767)
- Der Gasthof, oder Trau, schau, wem! (1767)
- Der Graf von Olsbach (1768)
- Der geadelte Kaufmann (1769)

ainsi que des drames comme Rahel oder die schöne Judin, qui s'inspire d'une tragédie de García de la Huerta, Raquel, et d'une nouvelle de Jacques Cazotte, Rachel ou la Belle Juive.
Il écrit le livret de l'Ariadne auf Naxos mise en musique par Jiří Antonín Benda, et créée le 21 janvier 1775 à Gotha,
puis en version française le 20 juillet 1781 à la Comédie-Italienne à Paris.

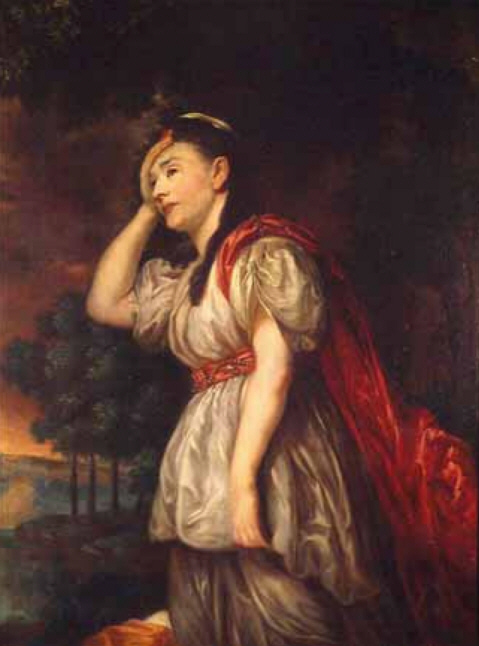
Esther Charlotte Brandes dans Ariane à Naxos, portrait de Anton Graff.